# Louis-François de Bausset-Roquefort

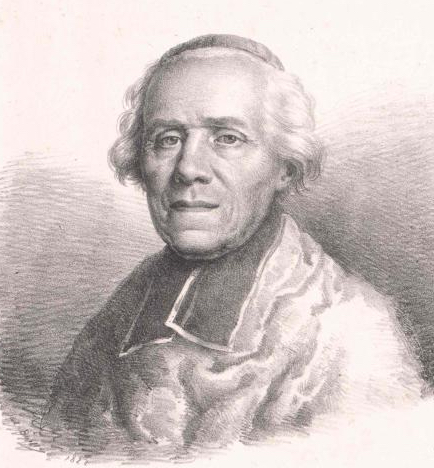
Kardinaal-hertog de Bausset-Roquefort

Louis-François de Bausset-Roquefort (Pondichéry, 14 december 1748 – Parijs, 21 juni 1824) was de laatste bisschop van Alès in het koninkrijk Frankrijk. Hij bekleedde een bestuurspost op het ministerie van Onderwijs tijdens het Eerste Franse Keizerrijk en nadien. Tevens werd hij hertog-pair van Frankrijk, kardinaal en minister van Staat. Omwille van zijn biografieën over prelaten werd hij lid van de Académie française.

## Levensloop

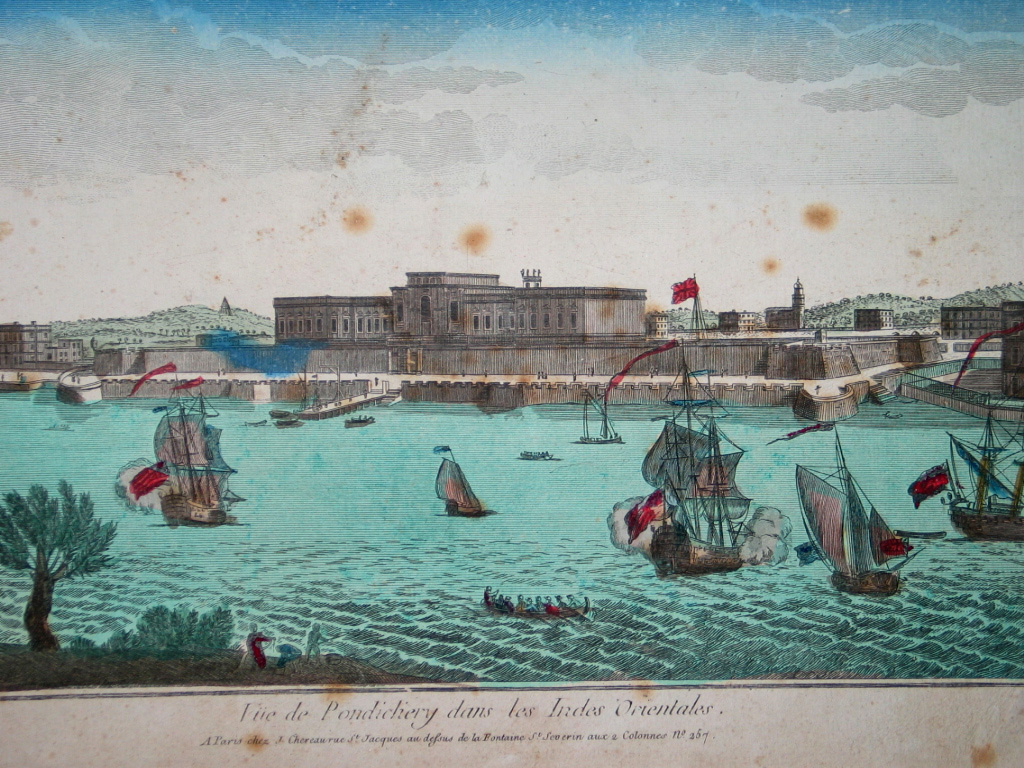
Pondichéry eind 18e eeuw, vandaag Puducherry in Indië

De Bausset werd geboren in Frans-Indië, in de koloniale hoofdstad Pondichéry. Zijn vader werkte in het koloniaal bestuur van Frans-Indië. Op jonge leeftijd maakte de Bausset de reis van Indië naar Parijs. Hij werd, na priesterstudies aan het Saint-Sulpice seminarie, tot priester gewijd in 1773. Hij was toen 25 jaar.

### Kerkelijke carrière
Van 1775 tot 1778 was de Bausset vicaris-generaal van de bisschop van Aix-en-Provence, in de kerkprovincie Marseille. Van 1778 tot 1784 was hij vicaris-generaal in het bisdom Digne, eveneens in de kerkprovincie Marseille. Door ruzie van de bisschop van Digne, Pierre-Paul du Caylar, met het kapittel van de kathedraal, stapte de bisschop op. Voor de Bausset betekende dat hij het bisdom Digne moest besturen.
In 1784 werd de Bausset tot bisschop van Alès gewijd, in de nabijgelegen kerkprovincie Narbonne. In 1788 weigerde hij de benoeming tot bisschop van Grenoble. Met het concordaat van 1801 werd het bisdom Alès afgeschaft, na enige aarzeling. De Bausset gaf plechtig zijn bisschopszetel af aan paus Pius VII die op doortocht was (1801). Hiermee stopte het bisdom Alès. Wegens ziekte kon de Bausset geen bisdom aanvaarden aangeboden door Napoleon Bonaparte. Napoleon benoemde hem bijgevolg tot kanunnik van Saint-Denis nabij Parijs (1806). Later benoemde paus Pius VII hem tot kardinaal in 1817; de Bausset reisde nooit naar Rome om zijn kardinaalshoed af te halen en een titelkerk te bekomen. Op het conclaaf van 1823, na de dood van Pius VII, was de Bausset afwezig.

### Politiek-literaire carrière
Als bisschop van Alès geraakte de Bausset benoemd in de Staten van de provincie Languedoc, in het koninkrijk Frankrijk (1786). In 1789 brak de Franse Revolutie uit. Aangezien hij de nieuwe Grondwet met een herorganisatie van de geestelijkheid niet steunde, nam hij de vlucht naar Zwitserland (1791). Hij keerde terug in 1792 en verdween in de gevangenis. Het was de tijd van het Terreurbewind. Hij zat gevangen in de voormalige abdij van Port Royal. Na de dood van Robespierre kwam hij op vrije voeten (1794). Hij wijdde zich aan literair-historisch werk. In dit verband benoemde Napoleon Bonaparte hem tot lid van het bestuur van Université de France (1808). Dit was een Napoleontische instelling te vergelijken met een ministerie van onderwijs. Kanunnik de Bausset bleef verder actief aan de Université de France tot de val van Napoleon bij de Slag bij Waterloo. Hij begon met het publiceren van (delen van) biografieën van Franse prelaten, wat hij bleef doen tot zijn dood.
In 1815, tijdens de Restauratie, benoemde koning Lodewijk XVIII hem tot hertog-pair van Frankrijk. Dit ging gepaard met een benoeming tot voorzitter van de Onderwijsraad van Frankrijk. In 1816 werd hij tevens lid van de Académie Royale en in 1821 minister van Staat. Hij werd bevorderd tot commandeur in de Orde van de Heilige Geest.
Hij stierf in Parijs in 1824 en werd begraven in de Karmelietenkerk in de Vaugirardstraat. Deze kerk behoort tegenwoordig tot het Institut Catholique de Paris.

## Werken
Van kardinaal de Bausset zijn de volgende werken gepubliceerd:
- Exposé des principes sur le serment (1796). Dit was een kort essay over wat een preek moet zijn.
- Notices historiques (1821). De Bausset beschreef hierin het leven van kardinaal Boisgelin Talleyrand.
- Histoire de Fénelon, archévêque de Cambrai (meerdere volumes uitgegeven in 1809, 1823, 1826). De Bausset had archiefstukken over Fénelon in zijn bezit gekregen via het Saint-Sulpice seminarie. Fénelon was aartsbisschop van Kamerijk, filosoof en aanhanger van het quiëtisme geweest. Het eerste volume kreeg in 1808 de literaire prijs van het keizerrijk Frankrijk, als beste biografie. De Bausset schreef nadien nog meer over deze prelaat; het was één lofrede aan het adres van Fénelon. Zijn werk kreeg achteraf kritiek omwille van een gebrek aan kritische zin.[6]
- Histoire de J.B. Bossuet, évêque de Meaux (meerdere volumes uitgegeven in 1814, 1819, 1821, 1847). Dit was een biografie over de prelaat Bossuet. Ten gevolge van kritiek op zijn vorig werk ging de Bausset met scherpere pen te werk. Hij schreef op politiek-scherpe wijze over het gallicanisme van deze prelaat. Het hield hem vele jaren bezig. De laatste delen van het werk zijn postuum gepubliceerd.

- Bibsys: 7030194
- Bibliothèque nationale de France: cb12524468d (data)
- Gemeinsame Normdatei: 128730560
- International Standard Name Identifier: 0000 0000 8101 1772
- Library of Congress Control Number: no2009198013
- Nationale Bibliotheek van Polen: a0000001779842
- Nederlandse Thesaurus van Auteursnamen: 070869952
- Istituto Centrale per il Catalogo Unico: UTOV518346
- SNAC: w64t9k8c
- Système universitaire de documentation: 034493700
- Virtual International Authority File: 22251171
- WorldCat: E39PBJjRWYwkmHhCCpjWccj6Kd